# 全球治理
全球治理（Global Governance）是一个社会学或国际关系的术语，是指为了解决超出一国或一地区的某一问题，而由各国进行政治协商以共同解决的方式。

## 簡介
全球治理并不是要建立一个世界政府，因此这一概念有别于世界治理的概念。全球治理是在保留现有各国政府管理机制和力量的基础上，加强彼此的沟通和协调，以解决一些共同面临的问题。全球治理講求如何管理、規範我們生存之世界，包括國際組織、雙邊和多邊協議協定、被普遍接受之國際法和約定俗成之國際慣例等；所有治理機制形成一套體系，稱為全球治理體系，各國都是組成部分，大致認同:1。
全球治理從人類有社會組織就已存在，全球化快速發展，使其在近代真正成熟與完善:1。随着全球化深入发展，包括冲突、环境、生态、资源、气候等许多问题的解决都非一国政府所能及；因此，全球治理受到愈来愈多的重视。
世界格局之變化必然反映在全球治理領域；由於未能適應世界格局之轉變，全球治理之缺陷暴露無遺，各國推動全球治理機制和體系改革之呼聲日益高漲，發展中國家願望迫切、聲音增大:4。

## 歷史
回顧近代史，全球治理思想可追溯到創造英文「國際」一詞之英國哲學家、法學家、政治家邊沁，甚至更早之荷蘭政治家、「國際法之父」格勞秀斯；他們通過國際條約和國際法律來約束國家間行為交往之思想和著述，對現代國際關係、國際法理論和全球治理思想之發展與實踐產生深遠影響:21。馬克思當時著書大聲疾呼，倡導跨國界之「自由貿易」，在《資本論》中批判壟斷資本無節制追求利潤給各國帶來之惡果，希望把各國無產階級團結起來，擺脫剝削，以爭取自身之徹底解放；馬克思預言，全球化將是資本主義壟斷金融資本逐利衝動之結果，必然導致全球經濟危機:21-22。
由洛克菲勒和布熱津斯基牽頭之美國國家安全「三邊委員會」，是把全球利潤掌握在少數幾個國家手裡、從而對全球經濟和市場管理之國際資本家俱樂部，提出全球化思想:22。《紐約時報》專欄作家弗里德曼在𣈱銷書《世界是平的》稱，全球化核心是資本自由化，資本在全球自由流動將抹平各種差異，使世界經濟自動達到均衡:22。
全球治理之完整理念起緣於1990年代冷戰結束時，全球治理委員會之成立及其報告之出台:22。

## 簡介
當代積極倡導和推動全球治理一般基於兩大原因：一、20世紀經濟全球化迅速，出現許多負面，如果不約束和糾正，將破壞19世紀以來人類取得之「民主成果」，導致貧富差距擴大，所以提倡有秩序管理全球勞工、貨物和貨幣等市場；二、國家出於自身利益一般不願「無償」提供「全球公共產品」，如果各國不能合作實現良好全球治理，就很難向世界提供「全球公共產品」，如全球傳染病防治和金融市場管理等:25。
當代全球治理最大之不足是「道德之缺失」；從本質上看，全球治理是國家權力結構不足以應對全球新問題下之選擇；國際社會希望通過具有約束力之國際規則或條約在全球範圍內尋求解決辦法:25。
全球治理之基礎是地區治理，地區治理之發展緣於全球治理在推進中遇到困難:26。

## 實踐發展
現代全球治理大致可分為三個階段：
第一階段自1945年到1975年，即從聯合國和布雷頓森林體系誕生延續到西方七國集團一統天下之經濟體系；嚴格講只能說是「國際或國家間治理」，還不是真正意義上之「全球範圍治理」:28。
第二階段是1970年代末，中國投身改革開放到2008年全球陷入金融危機；世界多極化和經濟全球化發展迅速；冷戰結束，前蘇聯和東歐國家相繼垮台；拉美、俄羅斯、亞洲等地區出現金融和經濟危機；富國與窮國差距拉大，世界絕對貧困人口不降反升；西方新自由主義在全球氾濫成災；各國進入新世紀後，反思「華盛頓共識」究竟是福是禍:28-29。
第三階段自2008年金融危機爆發至今；「全球性問題需要全球解決辦法」，把經濟完全交給市場結果是危機不斷；各方開始認真思考全球治理改革問題；全球治理改革涉及各方利益再分配、再調整，大國之間、各集團之間博弈和較量:29。